# Villes du désert du Néguev sur la route de l'encens
Les villes du désert du Néguev sur la route de l'encens sont une zone classée au patrimoine mondial de l'UNESCO en 2005 située à l'extrémité de la Route de l'encens dans le Néguev, dans le sud d'Israël, qui reliait l'Arabie à la Méditerranée à l'époque hellénistique-romaine.
Le commerce a entraîné le développement de villes anciennes, de forts et de caravansérails en cours de route, ainsi que le développement de l'agriculture. Quatre villes du désert du Néguev, qui ont prospéré entre 300 av. J.-C. et 200 ap. J.-C., sont directement liées au terminus méditerranéen de la route de l'encens et des routes commerciales des épices : Avdat, Haluza, Mamshit et Shivta. En tant que groupe, ces villes du désert témoignent du commerce lucratif de l'encens et de la myrrhe qui s'effectuait du Yémen, dans le sud de l'Arabie, au port de Gaza, sur la Méditerranée. À son apogée, cette route comprenait des villes, des systèmes d'irrigation Qanat, des forteresses et des caravansérails. Des vestiges de ces ouvrages sont encore visibles, et démontrent l'utilisation du désert pour le commerce et l'agriculture.

## Localisation
Le site de la « route de l'encens - Villes du désert du Néguev » comprend le désert du Néguev, au sud d'Israël, qui reliait l'Arabie à la Méditerranée à l'époque hellénistique et romaine. Au cours de la période allant de 300 av. J.-C. à 200 après J.-C., quatre villes ont prospéré dans le désert du Néguev : Avdat, Haluza, Mamshit et Shivta. Elles étaient directement reliées au terminus méditerranéen de la route de l'encens et des routes commerciales des épices. Pendant la période de prospérité maximale, la route comprenait des villes, des systèmes d'irrigation Qanat, des forteresses et des caravansérails,.

## Histoire

### Occupations historiques
La route de l'encens est-ouest, qui a fonctionné de 400 av. J.-C. à 200 ap. J.-C., a apporté un progrès économique aux Nabatéens ; le commerce a diminué lorsque les Romains ont occupé Pétra, qui était alors la capitale du royaume nabatéen. Les Nabatéens ont occupé ce territoire au VIe siècle av. J.-C., après que les Édomites ont déserté cette région et occupé les plaines de Judée. Les Nabatéens sont alors passés d'un mode de vie semi-nomade à une culture hellénistique où fonctionnait un système de gouvernement organisé. Ils perpétuèrent le commerce des esclaves au profit des Ptolémées, même s'ils établirent des relations diplomatiques et militaires neutres avec d'autres pays.

### Conservation contemporaine
Les sites sont gérés par le Direction de la Nature et des Parcs d'Israël et par l'Autorité des antiquités d'Israël ; cette dernière est chargée de la conservation et des fouilles des structures répertoriées. Les sites ont été pour la plupart désertés à partir du VIIe siècle de notre ère et sont restés assez bien conservés.
La fin de la route de l'encens dans la région du Néguev en Israël, qui comprenait des villes, des forts, des caravansérails et le système d'irrigation dans des zones désertiques avec des liens vers la Méditerranée, a été inscrite comme site du patrimoine culturel de la liste du patrimoine mondial de l'UNESCO selon les critères « (iii) » comme confirmation de l'importance économique, sociale et culturelle de l'encens pour le monde hellénistique-romain, et les critères « (v) » pour le développement le long de la route dans des conditions désertiques sévères. Le site a été inscrit le 15 juillet 2005 lors de la 29e session du Comité du patrimoine mondial de l'UNESCO,.

## Contenu du patrimoine mondial

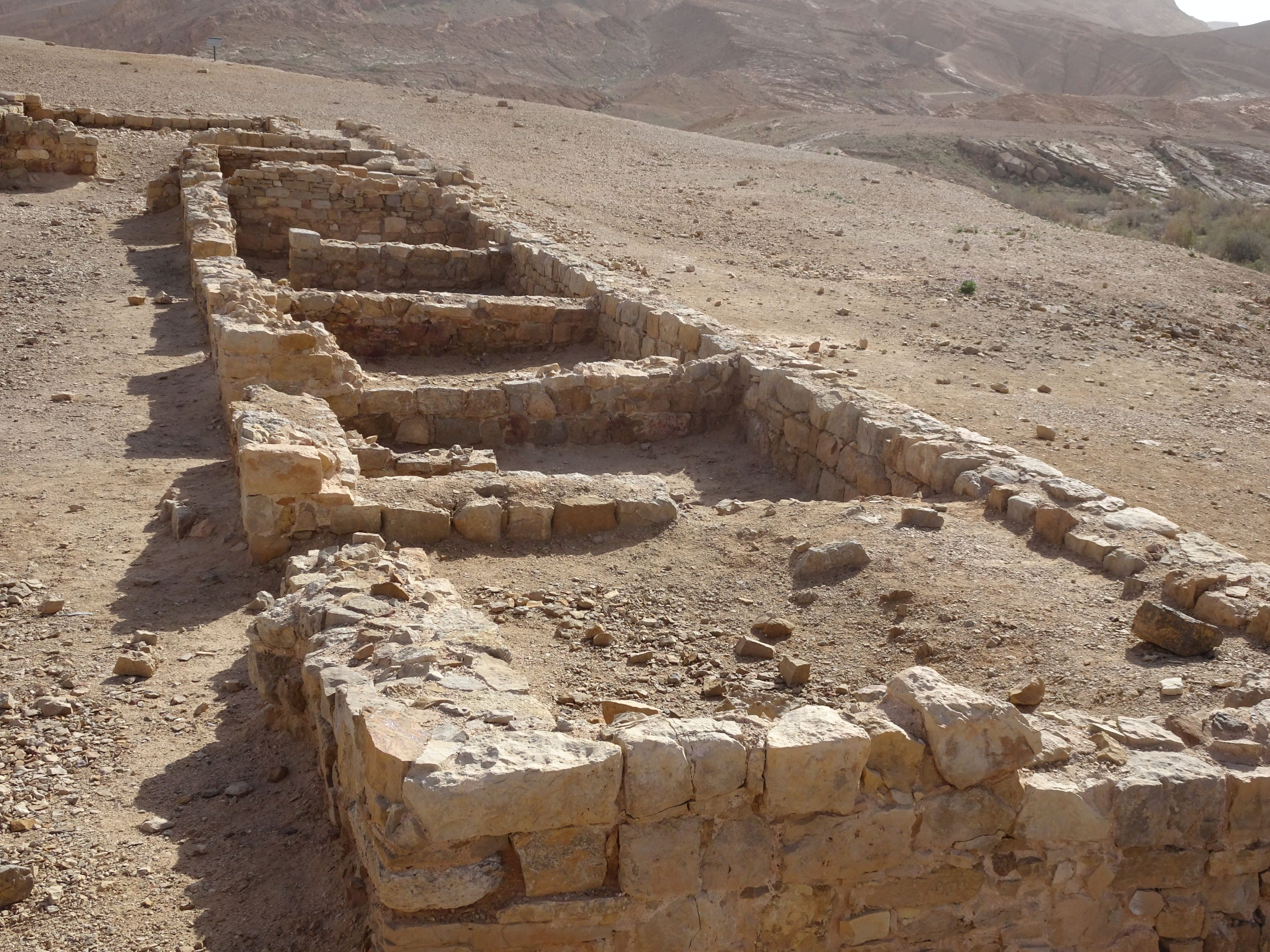
Ruines de Saharonim.

Le réseau de la route de l'encens était constitué de routes commerciales qui englobaient des villes sur une distance de plus de 2 000 km. Le site couvre une superficie de 6 655 ha avec une zone tampon supplémentaire de 63 868 ha. La Méditerranée était le premier maillon de cette route qui reliait le désert du Néguev à la partie sud d'Israël sur une distance de 200 km, avec Moa à la frontière orientale et avec la Jordanie à Haluza au nord-ouest. L'ensemble de la route a bénéficié du commerce et les villages ont prospéré grâce à des systèmes d'irrigation innovants. Le développement agricole était nettement visible dans les quatre villages de Haluza, Mamshit, Avdat et Shivta, ainsi que dans les quatre forteresses ; et les caravansérails de Moa (he) et Saharonim (he) facilitaient le séjour des commerçants. Le site proposé sur la liste du patrimoine mondial couvre les caractéristiques terrestres de la région et un itinéraire de 50 km de Pétra à Gaza couvrant les villes d'Avdat et de Moa, plus au nord de la ville de Haluza ; à l'ouest de l'itinéraire, la ville de Shivta ; la ville de Mamshit entre Pétra et Damas. Les Nabatéens, colons de la région, ont développé des pratiques d'irrigation sophistiquées. Ils étaient également pastoraux et dépendaient du développement de l'élevage de moutons, de bovins et de chèvres. Ils ont domestiqué les chameaux qu'ils utilisaient abondamment comme caravanes sur la route de l'encens.

### Avdat

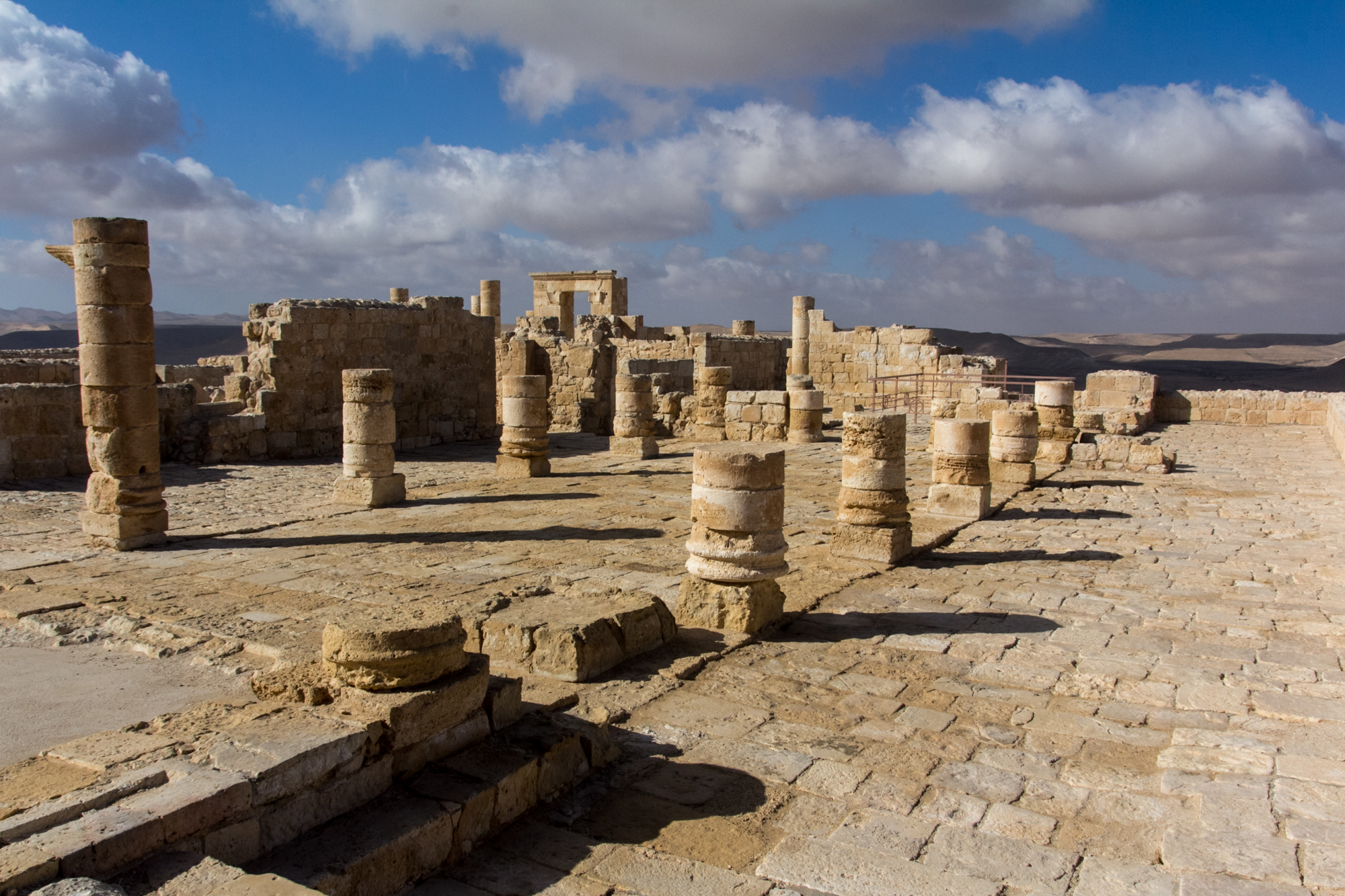
Ruines d'Avdat.

L'Avdat se trouve dans une zone de 300 × 400 m perchée à 80 m au-dessus des plaines dans la partie occidentale des hautes terres de Ramon-Nafkha. Il est entouré d'un mur construit en pierre calcaire et renferme les vestiges d'un temple nabatéen, d'un fort, d'une rue principale, de deux églises et d'un caravansérail. Des murs courts et des toits en arc sont également visibles.

### Haluza

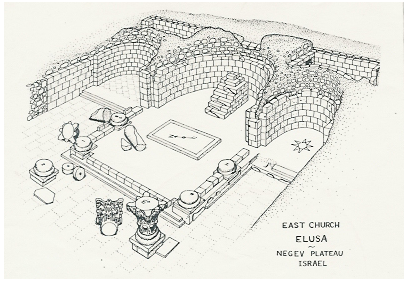
Schéma des ruines de Haluza.

La ville d'Haluza, située à l'extrémité nord du site, est un désert avec des dunes de sable qui ont enseveli la majeure partie de la ville. Des fouilles récentes ont mis au jour les vestiges de deux églises, une tour, un pressoir à vin, un théâtre et une route.

### Mamshit

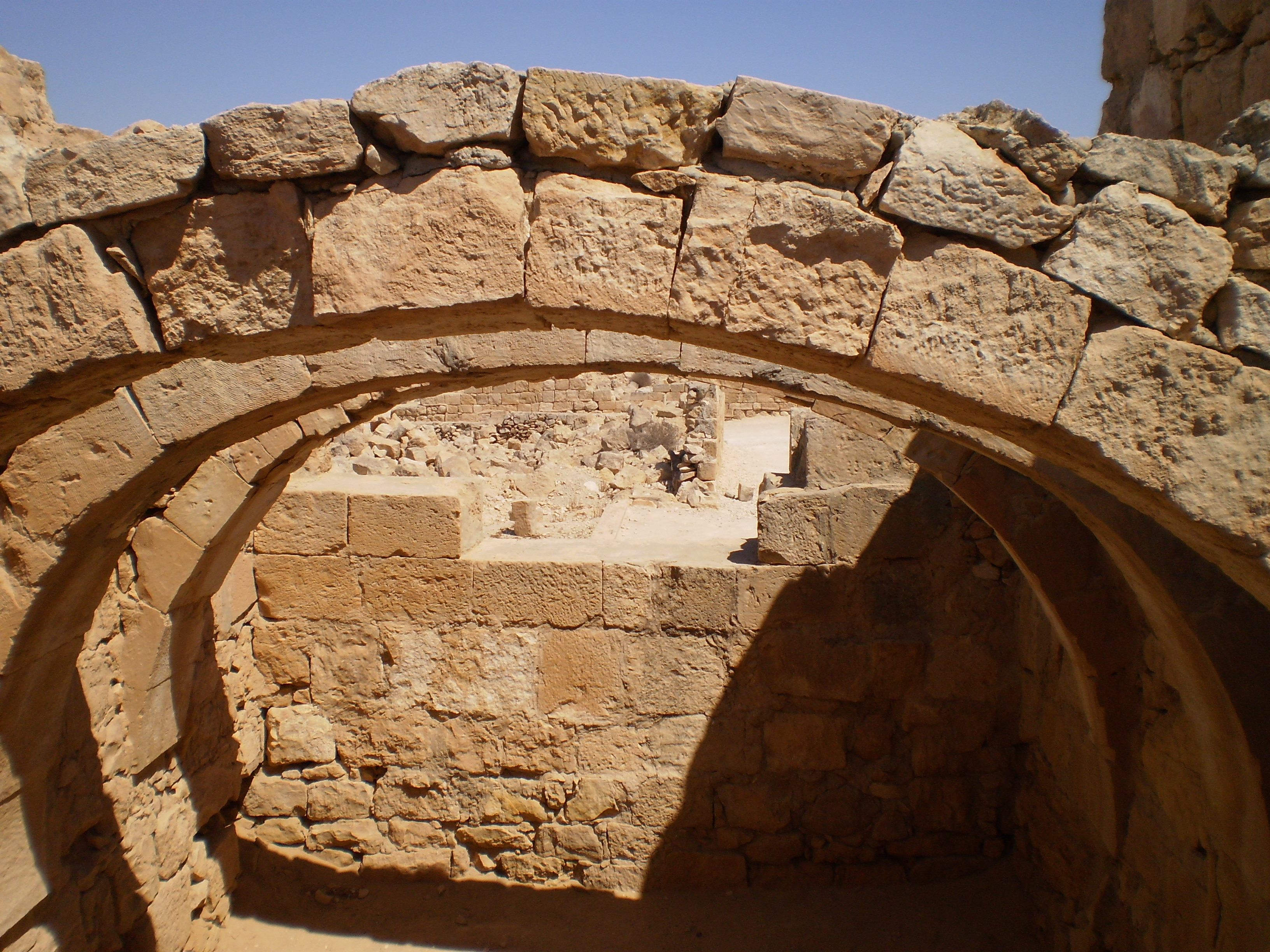
Ruines de Mamshit.

La ville de Mamshit se trouve à l'extrémité ouest du site désigné et a fait l'objet d'importantes fouilles archéologiques. Les fouilles ont révélé la présence d'un mur d'enceinte, d'un caravansérail, de grandes résidences privées, d'une route marchande et de bains publics. Certaines de ces structures ont été rénovées. Les découvertes comprennent des fresques et des mosaïques.

### Shivta

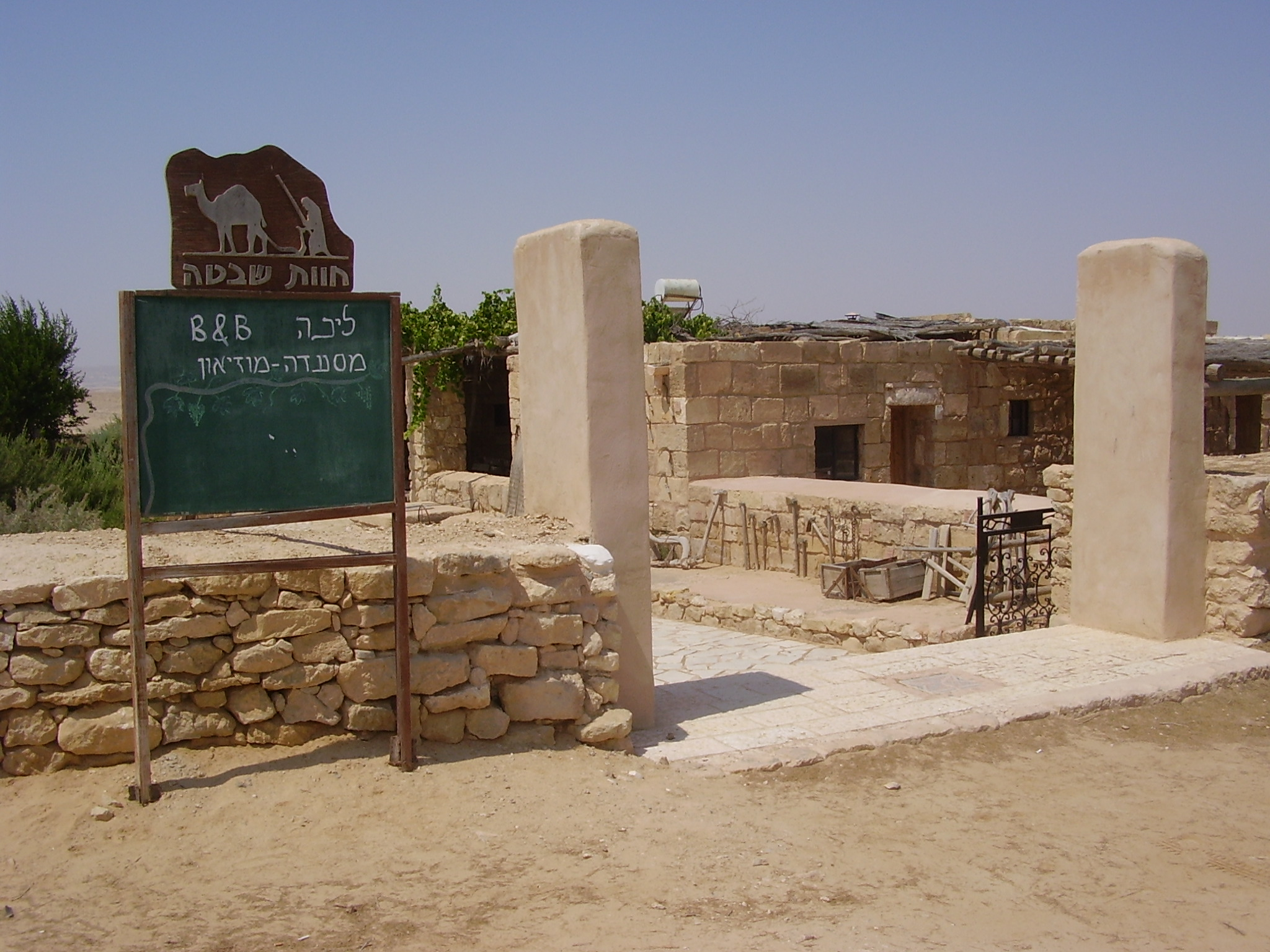
Ruines de Shivta.

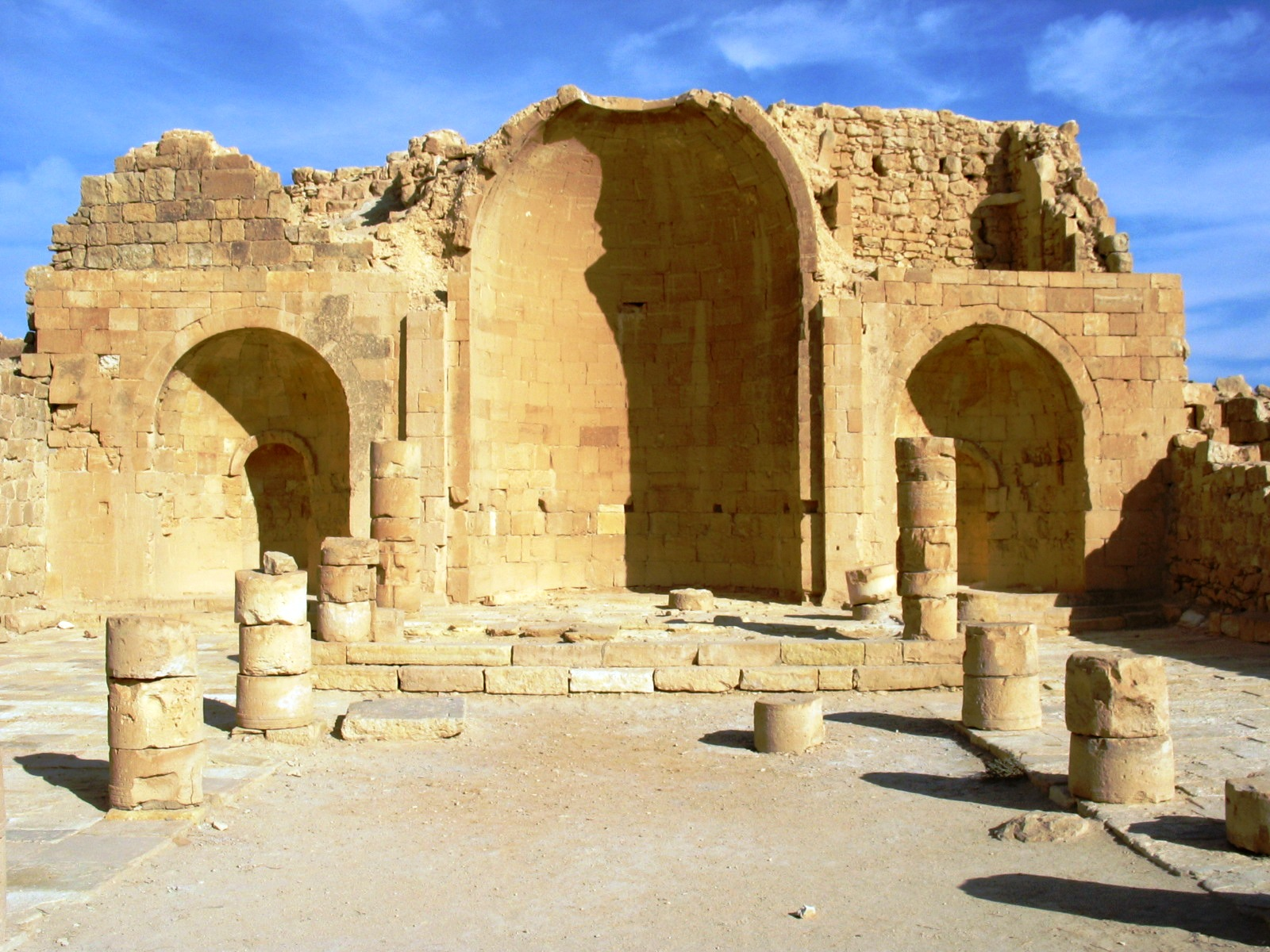
Ruines d'une église à Shivta.

La ville de Shivta se trouve dans le centre du Néguev et n'a pas été entièrement fouillée. Les découvertes faites jusqu'à présent ont révélé des vestiges de maisons à deux et trois étages, d'églises avec absides, de routes, d'une résidence du gouverneur, d'une place, d'une ferme, de pressoirs à vin, et bien d'autres encore. Le matériau utilisé pour la construction des bâtiments est le calcaire. Il n'y a pas de mur d'enceinte entourant le village.

### Forteresses

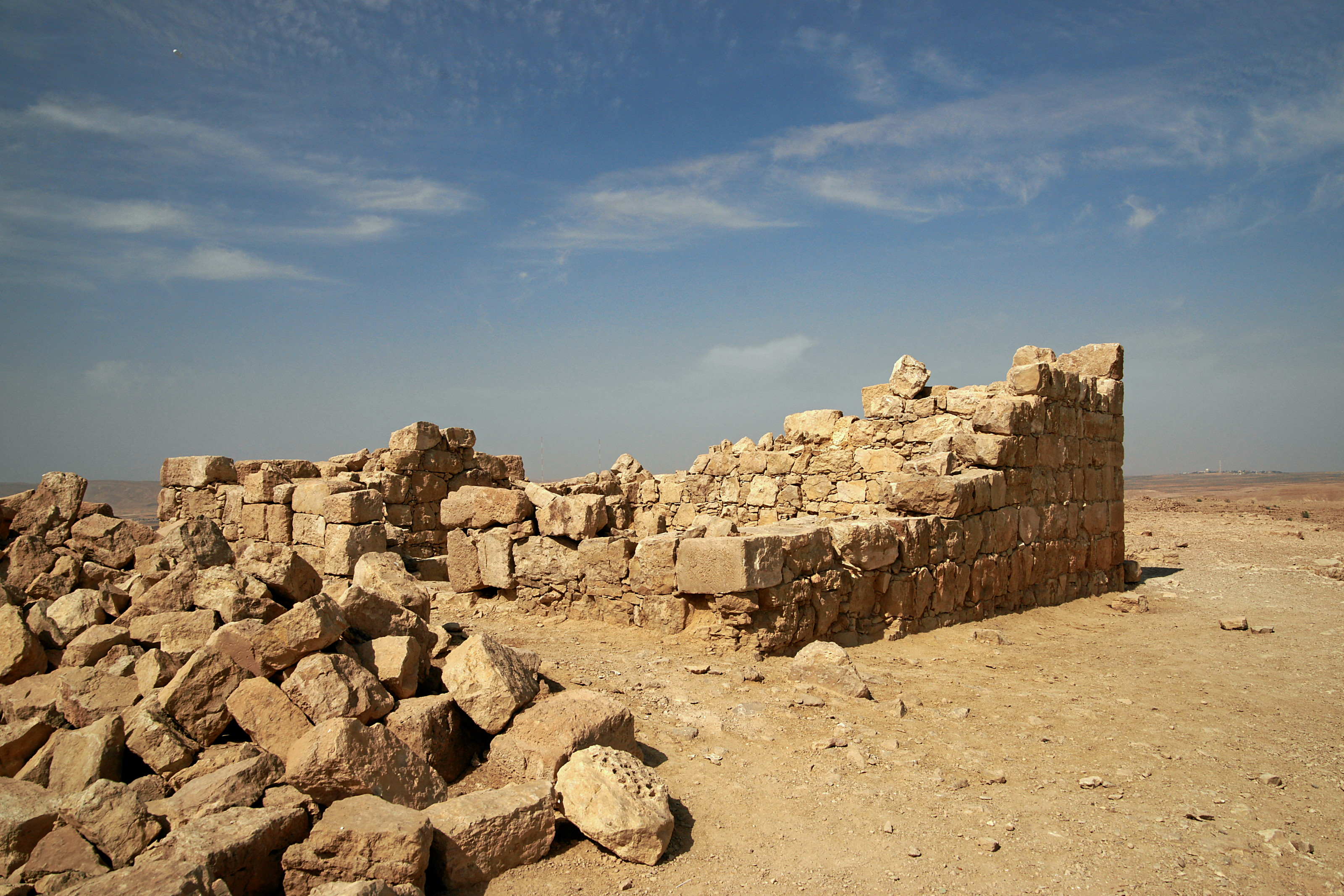
Ruines de la forteresse de Tzafir.

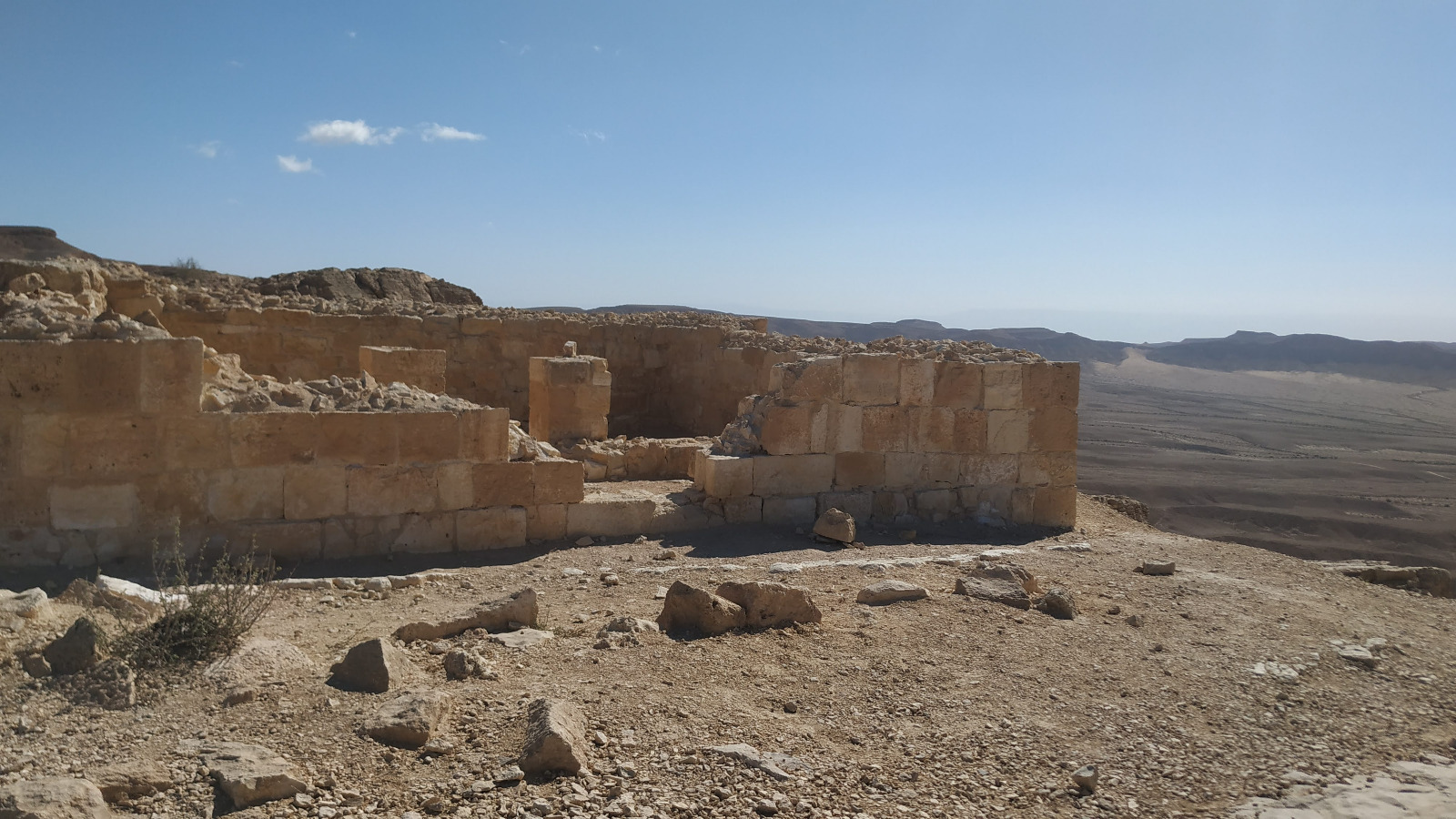
Ruines de la forteresse de Makhmal.

Les principales forteresses du site sont :
- Le fort et le caravansérail de Moa, à l'extrémité est du site proposé pour inscription, sont proches de la frontière jordanienne et sont construits en pierre calcaire taillée. Le fort surplombe le caravansérail situé dans les plaines. Les murs du fort qui subsistent ne font que 3 m de haut, et 1,25 de haut dans le cas du caravansérail. Les ruines d'un système d'approvisionnement en eau bien conçu, provenant de sources souterraines et alimentant les bains par un canal jusqu'au caravansérail, existent également sur le site. D'autres découvertes comprennent des outils agricoles provenant du fort.
- Le fort de Kasra, qui se trouve à l'ouest de Moa sur une colline au-dessus de l'oued Kasra (rivière), présente des traces de murs en calcaire fossile d'une hauteur de 3 m.
- Le fort de Nekarot se trouve également à l'ouest du site et présente des parties en ruine d'une tour de forme carrée à côté d'une cour intérieure.
- Le fort de Makhmal, de forme carrée, est en ruines avec des murs de 1,5 à 2 m de haut construits en blocs de calcaire. La forteresse de Graffon, de conception similaire à la forteresse de Makhmal, est également en ruines avec des murs de seulement un mètre de haut visibles.

### Caravansérails
Il y a un grand caravansérail vers l'ouest du site. Des pierres d'argile tendre et des briques d'argile brûlée ont été utilisées pour sa construction. Outre les pièces d'habitation, il comporte des chambres pour la cuisine, le lavage et les lieux de travail. Il est également en ruines, avec des murs d'une hauteur d'environ 2 m seulement. De grandes surfaces de terres agricoles formées en terrasses entourent ce caravansérail.

### Agriculture
L'agriculture pratiquée par les Nabatéens dans les conditions arides du désert où les précipitations annuelles sont de l'ordre de 100 mm, se fait grâce à un système d'irrigation bien développé composé de centaines de petits barrages, canaux, citernes et réservoirs qui recueillent les eaux de crue. Les champs agricoles ont été notés sur les berges des rivières et les pentes des collines à Avdat et au centre du Néguev où un très grand nombre de cairns de collecte d'eau construits en pierre sont présents.

### Autres découvertes
Vingt-deux bornes ont été trouvées dans les hauts plateaux de Nafha et dans les régions de Ramon Makhtesh, entre le fort Makhmal et le fort Saharonim. Elles sont de forme cylindrique avec des bases carrées en pierre. On voit également des pierres de champ disposées selon différents motifs aux croisements de routes, ou comme sites religieux. Un tronçon de ces pierres disposées de la sorte mesure 100 m de long. Des sections de route sont également discernées dans plusieurs tronçons de la route.